# السفيرة (حلب)
رئيس البلدية السيد نمر الوردي خالد الغانم
السفيرة مدينة سورية ووحدة إدارية تابعة لمحافظة حلب وتقع مدينة السفيرة على مسافة 25 كم جنوب شرق حلب. بلغ عدد سكانها في سنة 2008 حوالي 100,000 نسمة واغلبهم من القبائل العربية ، وتعد بذلك واحدة من أكبر مدن محافظة حلب.

## التسمية
اسم السفيرة هو بالواقع تعريب لكلمة «شبرتا» السريانيه والتي تعني الجميلة. وقد كانت مدينة عامرة بالبساتين والأنهار العديدة وما زالت فيها آثار قنوات الري القديمة وأماكن تجمع المياه التي تسمى القورات أي جمع قورة وهي كلمة سريانية تعني بركة الماء البارد. وأكبر قطعة في القلادة، التي تكون في الوسط، تسمى السفيرة.

## تاريخ المنطقة
مدينة السفيرة من المدن التاريخية وتثبت الوقائع التاريخية أن منطقة السفيرة سُكنت منذ عهود قديمة. وهي تتربع على أنقـاض مـديـنـة «حـثـيـة آشـورية» مركـزها في جوف تـل كبير تحيط المدينة الحالية به، وتعود هذه المدينة للقرن الخامس عشر قبل الميلاد يسمى "SIPVR"، وتدل الدراسات على أنها كانت قديما ممرا للقوافل.
قام أحد الآثاريين بالتنقيب في «تل السفيرة» عام 1938م وعثر على تمثال مصنوع من الحجر البازلتي الأسود وقد نقش على ظهره كتابة مسمارية من القرن الخامس عشر ق. م وهو محفوظ في متحف «حلب»، حيث يرتدي لباساً عليه جلد الأسد ولكنه منفذ فنياً على الطراز المصري مما يدل على تأثيرات مصرية في المنطقة، وتبع ذلك تنقيب أثري منهجي بإشراف السيد «بروست» وعثر على قبو فيه هياكل بشرية وعلى مقربة منه باب كبير من أبواب الحصن بني بالحجر البازلتي المنحوت دل على إنه أحد أبواب سـور مدينة «السفيرة» القديمة وكان هذا الســـور مبنياً من اللِبن وعرضه أربعة أمتار وكان فيه أبراج مدورة في كل أربعين متراً.
كما أن «السفيرة» أول ما اكتشف في شمالي الشام من المدن القديمة المحصنة على الطراز «الآشوري الحثي»، والتي تعود إلى الألف الثانية قبل الميلاد كما يعتقد إنها حاضرة لدولة «كتك» المشهورة في التاريخ القديم. أما النشأة الحديثة لمدينة «السفيرة» فتعود إلى نهاية القرن السابع عشر وبداية القرن الثامن عشر الميلادي. أقدم الآثار التي عثر عليها موجود في متحف اللوفر بباريس (فرنسا) وهي حجرة بازلتية سوداء تحمل نقوشا وبعض كتابات وتعرف بنقش السفيرة وقد عثر عليها باحث فرنسي سنة 1932م. ويوجد فيها أيضا تل خضر الذي وجد فيه تحف ونوادر أثرية.
ويوجد في وسط مدينة السفيرة بالقرب من السوق المركزي تل مرتفع يُرى فيه بالعين المجردة الطبقات التاريخية لحضارات عدة مرت على المنطقة. وقد اكتشف حديثاً في السفيرة قلعة أثرية مستطيلة الشكل.
وفي ظل التحول الكبير في واقع المجتمع العربي، ومع بداية ثورات الربيع العربي و امتداده ليشمل سورية، كان تأثر مدينة السفيرة كبيراً بالأخداث الجارية، حيث شهدت مظاهرات شعبية تنادي بشعارات الثورة السورية، وترفع علم الثورة، وفي عام 2012 زار وفد المراقبين الدوليين مدينة السفيرة، وشاهد المظاهرات السلمية التي جابت شوارع السفيرة، إلا أن النظام السوري قابلها، مثلها مثل مظاهرات المدن السورية بالحديد والنار، والقمع والظلم، وإطلاق الرصاص الحي على المتظاهرين العزل، ليبدأ عهد جديد في مقاومة الظلم والاستبداد، ومع دخول الحيش الحر مدينة حلب وقبلها ريفها الشمالي، احتضنت مدينة السفيرة العائلات التي هجرتها آلة القتل والتدمير التي أعملها نظام الأسد في مدن وقرى حلب و ريفها.
ولعل الحدث الأبرز الذي شهدته مدينة السفيرة في عام 2012 م هو خروج المؤسسات الأمنية وقوات الأمن والشبيحة منها، وتحصنهم في مساكن الواحة المجاورة حيث قطعات جيش النظام التي بدأت تقصف أهل السفيرة الآمنين بشتى أنواع الأسلحة. إلا أن شمس الحرية التي أشرقت حينئذ أسست لمرحلة جديدة من مقاومة الإجرام و العيش الحر الكريم، وفيما بعد حاول النظام عبر إرساله أرتال الموت -التي كان يرأسها سهيل الحسن- حاول بسط سيطرته من جديد بارتكابه مجازر يندى لها جبين البشرية، ويستنكرها كل حر وشريف في العالم، فشهدت قرى السفيرة مثل حقلة و المزرعة ورسم النفل ما عرف بمجازر الآبار، إذ عمدت قوات الجيش السوري إلى رمي أهالي هذه القرى الصغيرة في الآبار، وتفننوا في ذلك حيث كانوا يرمون المدنيين المسالمين أحياء في الآبار أو بعد قتلهم، وفي قرية الجنيد عمدوا إلى اقتياد الذكور البالغين إلى جهة مجهولة حيث لا يزال مصيرهم مجهولاً إلى الآن، كما قاموا بحرق امرأة عجوز يزيد عمرها عن التسعين خريفاً مع أخفادها وبناتها و كناتها.
السفير ما تساقط من القش وبالهاء القلادة وناحية لقبيلة طي كما جاء في القاموس المحيط للفيروز آبادي رحمه الله تعالى 
آخر خطبة لسيدنا عمر بن عبد العزيز رحمه الله تعالى كانت في خناصر 
السفيرة من أكبر مدن حلب 
وهي منطقة زراعية بامتياز 
وقدمت للثورة ما لم تقدمه غيرها من مدن ريف حلب حوالي 1800 شهيدا
واستقبلت في بداية الثورة 150 ألف نازح أسكنتهم البيوت والمدارس والمساجد وقدمت لهم الطعام وغير ذلك
السفيرة أول مدينة جربوا فيها القنابل الفوسفورية 
وفعلوا بها ما فعلوا بحماة في الثمانينيات 
حاصروها من ثلاثة محاور وقصفوها 27 يوما معدل كل يوم ما بين 500-700 قذيفة 
ودمروا نصف المدينة وهجروا أهلها وسرقوا ونهبوا بيوتهم وأموالهم 
وارتكب فيها النظام البائد المجرم عددا من المجازر كمجزرة قرية المزرعة ومجزرة قرية رسم النفل وغيرها وغيرها 
وفي هذه الثورة والنزوح والتهجير واللجوء عاشرنا كل الناس فلم نجد أكرم وأجود وأطيب وأرجل وأشجع من أهل السفيرة الأحرار الشرفاء.

## التعداد السكاني
وفقًا لآخر إحصاء سكاني أُجري عام اواخر عام 2009، يُقدَّر عدد سكان السفيرة بحوالي 125 ألف نسمة. ينحدر السكان من عدة قبائل عربية

## الزراعة
يعمل معظم أهالي السفيرة بالزراعة وقد اكتسبوا خبرة في هذا المجال نتيجة للعمل الطويل. تعتبر زراعة البندورة إحدى الزراعات الرائدة في منطقة السفيرة، لذلك أقامت غرفة زراعة حلب بالتعاون مع كلية الزراعة المهرجان الأول لزراعة البندورة في السفيرة في العام 2009 م للتعريف بهذه الزراعة كأول مهرجان من هذا النوع. وإضافة إلى البندورة، يزرع هناك الباذنجان والكوسا والقرع والخيار والحبوب كالقمح والشعير والذرة والقطن.

## الجغرافيا
توجد في المدينة بحيرة ملحية (سبخة) تسمى سبخة الجبّول، يستخرج منها ملح الطعام.
- خناصر
- الحاجب
- أبو جرين
- تل عرن
- الواحة

## نشاطات المدينة
في السنوات العشر الأخيرة وابتداءً من العام 2000 م شهدت هذه المدينة سرعة في زيادة نسبة المتعلمين، وزيادة في عدد المدارس. تمتاز بكثافة سكانية عالية ونمط البناء الغالب في المدينة هو البناء الافقي بعيدا عن الطوابق المتعددة، عدد كبير منهم يعمل في حلب (البناء والعمران) ما عدا العمل في الزراعة وخصيصاً بعد وصول مياه الري إلى المدينة واستخدامها من قبل الأهالي في الري.